# Kotzen (Eben am Achensee)
Der Kotzen (eig. Der Kotzen) ist ein 1773 m ü. A. hoher Berg im Vorkarwendel in Tirol.
Er bildet zusammen mit der Montscheinspitze und dem Mantschen einen hufeisenförmigen Kamm, der das Montscheinkar und die tiefer gelegene Kotzenalm einschließt.
An dessen westlichem Ende befindet sich der Kotzen, mit seinem wenig ausgeprägten, grasigen Gipfel.
Über die Kotzenalm ist der Kotzen auch als einsame Bergwanderung erreichbar.